# نرجس امامقلی‌نژاد
نرجس امامقلی‌نژاد (زاده ۵ ژوئیه ۱۹۸۴) عضو سابق تیم ملی تیراندازی تفنگ ایران است. او در بازی‌های آسیایی ۲۰۱۴ اینچئون (کره جنوبی) توانست به ۲ مدال نقره تیمی و انفرادی دست یابد. او همچنین در بازی‌های آسیایی ۲۰۱۰ گوانگژو(چین) موفق به کسب مدال نقره تیمی گردید و اولین طلای آسیایی را در مسابقات قهرمانی آسیا در کویت به دست آورد.

## مقام‌ها
او در بازی‌های آسیایی ۲۰۱۴ در اینچئون کره جنوبی، توانست دو نشان نقره تیمی و انفرادی مسابقات تفنگ ده متر بانوان را به خود اختصاص دهد. در بخش تیمی، الهه احمدی و نجمه خدمتی نیز حضور داشتند.